# Бульвар Новый Венец
Бульвар Новый Венец (обычно называется горожанами просто как Венец) — пешеходная улица в центре Ульяновска, составляющая одноимённый парк. Начинается от Троицкого переулка и переходит в Пролетарскую улицу.

## География
Бульвар тянется с северо-востока на юго-запад, от Соборной площади до бульвара Пластова, где переходит в Пролетарскую улицу. Расположена на самой высокой точке Ульяновской горы, на её краю и с неё открывается хороший вид на реку Волгу, Императорский мост, Президентский мост и Заволжский район Ульяновска. Является любимым местом отдыха жителей города. С улицей также тесно связаны пешеходные: площадь Ленина, улица Гимова, переулок Карамзина и Соборная площадь, образующие единый комплекс.

## История
Хороший вид на Волгу открывался с Симбирской (Ульяновской) горы всегда — с момента основания города. Именно здесь Богдан Хитрово построил Симбирский кремль, который начал прирастать улицами. Он просуществовал до конца XVIII века.
С конца XVIII века, когда здесь сформировалась улица, то она стала назваться Набережная верхняя улица.
Бульвар был создан в 1866 году вскоре после Симбирского пожара 1864 года по личной инициативе симбирского губернатора барона И. О. Велио. Занимался устройством бульвара на Венце младший архитектор города Любимов Николай Андреевич.
Уже к концу XIX века улица была любимым местом для прогулок жителей города, тогда она стала       назваться Верхне-Набережная улица. [карта 1905 г.] [карта 1913 г.]
С 1913 по 1918 гг. — улица Новый Венец.
С 1918 года, ввиду политических событий в стране улица была переименована в площадь Республики. См. старую карту: [карта 1925 г.]
В 1950-х годах бульвар был реконструирован по проекту Евгения Ивановича Голенко.
К 100-летию со дня рождения В. И. Ленина в качестве консультанта по озеленению города Ульяновска был приглашён Шафранский Тимофей Потапович. С 1961 по 1975 годы под его руководством были созданы и обновлены несколько зелёных зон: сад имени К. Маркса, продолжение бульвара на Новом Венце, комплекс скверов и цветников возле Ленинского мемориала.
Современный вид бульвар стал приобретать в конце 1960-х годах, когда к 100-летию со дня рождения Владимира Ленина, на площади 100-летия со дня рождения В. И. Ленина (ныне Площадь Ленина), примыкающей к бульвару, были построены здания Ленинского мемориала и нового корпуса Ульяновского педагогического института (ныне Ульяновский педагогический университет), которые существенно изменили облик бульвара и всего города. Но при этом потеряли ряд зданий и строений, в том числе, комплекс зданий бывшего Архиерейского дома.
При мэре Ульяновска Александре Пинкове (2010—2011) на бульваре поменяли чугунные решетки на стальные, поставили столбы с гранитными шарами, заменили чаши фонтанов, замостили бульвар плиткой и вырубили часть растительности.
5 — 9 июля 2022 года на бульваре проходили два этапа соревнований по спортивному ориентированию VIII Всероссийской летней универсиады.
8 сентября 2024 года, ко Дню города, установили бронзовые фигурки Колобков. Первые четыре статуэтки появились на бульваре Новый Венец.

## Примечательные здания и сооружения
- Ленинский мемориал
- Ульяновский педагогический университет
- Дворец книги (до 1917 года Дворянское собрание, ныне Ульяновская областная научная библиотека имени В.И. Ленина).
- Дом-памятник Гончарову (был построен в 1916 году, в нём размещаются: Ульяновский областной краеведческий музей и Ульяновский областной художественный музей).
- Здание губернского правления (было построено в 1804 году, ныне Ульяновская государственная сельскохозяйственная академия).
- Ульяновская областная филармония (Соборная площадь, 6).
- Дом правительства Ульяновской области (Соборная площадь, 1, / б-р Новый Венец, построен в 1959 году).
- Новый Венец, вид на Соборную площадь начала 1900-х г.Северный вход на бульвар Новый Венец.Дом правительства.Ульяновский областной драматический театр (бульвар Новый Венец / Спасская улица).

## Парки
- Парк Дружбы народов (расположен вниз по склону, был основан в 1980-е годы). В 1990-х разрушен, ныне восстанавливается.
- Владимирский сад (в советское время — ЦПКиО имени Я. М. Свердлова).

## Памятники
- Обелиск погибшим в годы Гражданской войны (в 1918 году — Братская могила, в 1927 году установлен обелиск, автор Ф. Е. Вольсов, в 1968 году у обелиска зажжён Вечный огонь, в 1988 и 2011 годах установлены мемориальные плиты)[12].
- Памятник букве «Ё» (установлен 4 сентября 2005 года, в честь первой публикации буквы писателем Н. М. Карамзиным).
- Бюст И. А. Гончарова (находился с 1986 по 1989 гг.).
- Бюст И. Н. Ульянову (установлен 26 июля 1971 года, скульптор А. И. Клюев, архитектор Н. Н. Медведев).
- Скульптурная группа «Памятник М. А. Ульянова с сыном Володей» (открыт в 16.04.1970 г.)[13]
- Памятник Б. М. Хитрово (установлен в 2008 году, скульптор О. А. Клюев).
- Памятник Дмитрию Разумовскому.
- Бюст М. А. Гимова (улица Гимова).
- Памятник Карлу Марксу (Площадь Ленина).
- Памятник Ленину (установлен 22 апреля 1940 года; скульпторы М. Г. Манизер и В. А. Витман, удостоены за эту работу Государственной премии СССР в 1941 году).
- Памятник Влюблённым (12.09.2019)[14].
- Памятник "Одуванчик".
- Статуэтка Колобок — Стенька Разин.Памятный знак Василию Кочеткову.

## Бульвар в филателии
- 11 августа 1956 года Министерство связи СССР выпустило почтовый конверт с изображением бульвар Новый Венец (художник Н. Зуев)[15].
- 02.03.1959 г. — ХМК СССР. Ульяновск. Новый Венец (повтор 1956 г.)[16].
- 1968 г. — ХМК СССР. Ульяновск. Бульвар Новый Венец (худ. Громов)[17].
- В 1969 г. — ХМК СССР. Ульяновск. Памятник бойцам, павшим при освобождении Симбирска от белогвардейцев в 1918 году, (худ. А.Зубов)[18].
- ХМК РФ, 2004. Ульяновск. Сельскохозяйственная академия.
- В 2008 году Министерство связи России к 360-летию Ульяновску выпустило ХМК с изображением «Бульвар "Новый Венец"», где изображён Обелиск погибшим в годы Гражданской войны[19].

- Ленинский мемориал.
- Дом-памятник Гончарову. Музеи: краеведческий и художественный.
- Почта СССР 1990 г. Ульяновск. Филиал ЦМЛ В. И. Ленина.
- ХМК СССР, 1981. Ульяновск. Педагогический институт имени И. Н. Ульянова.
- ХМК СССР, 1983. Ульяновск. Педагогический институт им. И. Н. Ульянова.
- ХМК СССР, 1969 г. Ульяновск. Художественный и краеведческий музеи.
- ХМК СССР, 1969. «Ульяновск. Памятник бойцам, павшим при освобождении Симбирска».
- ХМК СССР, 1981. г. Ульяновск. Ленинский мемориал.
- ХМК РФ, 2005 г. Ульяновск. Областной краеведческий музей им. И. А. Гончарова.
- ХМК РФ, 2004. Ульяновск. Сельскохозяйственная академия.
- ХМК РФ, 2006. Ульяновск. Памятник педагогу-просветителю И. Н. Ульянову.
- ХМК СССР, 1984 г. Областная научная библиотека. Ульяновск. 60 лет.
- Почта СССР, 1969 г. Слева — здание Карамзинской библиотеки.

## Бульвар в фильмах
- В 1912 году на бульваре Новом Венце режиссёр и художник Ч. Г. Сабинский снимал фильм «Гроза» по А. Островскому[20].
- С сентября по октябрь 2018 года команда студии «Энерджи фильм» снимала криминальную мелодраму «Выстрел в спину». Эпизодические роли сыграли около 20 ульяновцев. Съёмки проходили на бульваре, у Ульяновского областного краеведческого музея, на площади Ленина, в госпитале ветеранов войн и в полицейском участке. Премьера фильма на ТВЦ состоялась 14 декабря 2018 года[21]
- В 2019 году на бульваре были сняты ряд эпизодов съёмок телесериала «Пять минут тишины. Новые горизонты» (показан на НТВ в 2020 г., в декабре 2022 г. и в феврале 2024 г. повторили)[22].
- Видеоклип Игоря Наджиева «Между…» /версия № 2/ (2021) — режиссёр клипа: Роман Коваль, музыка Игоря Наджиева, стихи Геннадия Супонецкого. Снят на бульваре Новый Венец[23].
- В 2022 году группой Aleks Ataman & Finik на бульваре был снят клип «Ой, подзабыли мы с тобой...»[24][25]

## Транспорт
Ближайшей улицей с общественным транспортом является Спасская улица, по которой ходят трамваи и маршрутные такси.
Есть прогулочная канатная дорога, открытая в 1984 году и неоднократно прекращавшая свою работу в постсоветское время.
Она тянется вниз от бульвара по Волжскому склону в сторону берега.(В настоящее время не работает). Также в 2000-е году около филармонии был построен горнолыжный подъёмник для комплекса Ленинские горки. (После оползня в 2016 году прекратил работу)

## Галерея
- Дом Жарковой, где семья Ульяновых проживала в 1871-1875 гг.
- Главный корпус УлГПУ
- Площадь 100-летия со дня рождения В.И. Ленина после реконструкции 2010-2011 годов. Слева УлГПУ, справа Ленинский мемориал
- Ленинский мемориал, на реконструированной площади 100-летия со дня рождения В.И. Ленина
- Бюст И.А. Гончарова
- Обелиск погибшим в годы Гражданской войны с Вечным огнём
- Дом (улица Гимова, 3), в котором находился реввоенсовет Восточного фронта во главе с М. В. Фрунзе.
- Памятник М.А. Ульяновой и В.Ульянову
- Бюст И.Н. Ульянова
- Ульяновская областная научная библиотека имени В.И. Ленина
- Ульяновская государственная сельскохозяйственная академия
- Дом Гончарова (Ульяновские областные краеведческий и художественный музеи)
- Памятник Богдану Хитрово
- Ветряной орган
- Памятник букве «Ё»
- Памятник Дмитрию Разумовскому (Ульяновск).
- Ульяновский областной драматический театр.
- Бульвар после реконструкции.
- Фонтан на бульваре.
- Памятник В. И. Ленину.
- Фонтан на бульваре Новый Венец.
- Аллея "Воинам гражданской войны".
- Ульяновский педагогический университет.
- Обелиск "Воинам Гражданской войны".
- Памятник Б. М. Хитрово.
- Памятный знак Василию Кочеткову.